# サッカーボスニア・ヘルツェゴビナ代表
サッカーボスニア・ヘルツェゴビナ代表（サッカーボスニア・ヘルツェゴビナだいひょう、BiH nogometna reprezentacija）は、ボスニア・ヘルツェゴビナサッカー連盟（FSBiH, NSBiH）によって構成される、ボスニア・ヘルツェゴビナのサッカーのナショナルチームである。
愛称はズマイェヴィ（Zmajevi）、または1998年までの国章に描かれたフルール・ド・リスからズラトニ・リリャニ（Zlatni Ljiljani）。

## 歴史

### 1990年代 - 2000年代
ボスニア・ヘルツェゴビナは1992年にユーゴスラビアからの独立を宣言したが、1995年まで続いたボスニア・ヘルツェゴビナ紛争の影響により、旧ユーゴスラビア構成諸国家の中で、最も国際舞台への復帰が遅れた。ボスニア・ヘルツェゴビナサッカー協会は1996年に、国際サッカー連盟、欧州サッカー連盟に加盟。ワールドカップへの参加は1998年フランス大会予選から、UEFA EURO（欧州選手権）への参加は2000年のベルギー・オランダ大会予選からとなった。
当初、ボスニア・ヘルツェゴビナ協会はボシュニャク人のみで構成されていたが、1998年にクロアチア人が、2001年にはセルビア人が合流し、3民族によるナショナルチームとなった。ただし、クロアチア人やスルプスカ共和国のセルビア人にはクロアチアやセルビアに対しての帰属意識が根深く、ボスニア・ヘルツェゴビナ出身ながらクロアチア代表やセルビア代表に加わる選手が大勢いる。この3民族のそれぞれの代表者が連盟会長職に就いていた ことを国際サッカー連盟（FIFA）と欧州サッカー連盟（UEFA）が問題視し、2011年3月31日までに解決しない場合は資格停止処分を科すと警告していた が結局、3月29日の協会の総会では解決しなかったため、FIFAとUEFAは4月1日をもって資格停止処分を科した。その後、ボスニア・ヘルツェゴビナ出身でユーゴスラビア代表および日本代表元監督のイビチャ・オシムを正常化委員会の座長に据えた協会側が会長職を1人とした制度改革を発表した為、制裁は5月30日に解除された。

### 2010年代 - 2020年代
2013年10月15日、ヨーロッパ予選を突破し、初のワールドカップ本大会出場を決めた。2014年6月の本大会では第1戦のアルゼンチン戦、続く第2戦のナイジェリア戦ともに敗れ1試合を残しグループリーグ敗退が決定した。それでも、第3戦のイラン戦でワールドカップ初勝利を挙げた。
2016年6月7日、キリンカップサッカー2016決勝で日本代表を2-1で破り、同カップで初優勝した。FIFAワールドカップの2018年ロシア大会は、欧州予選で敗退となった。UEFA欧州選手権には、2021年大会まで本大会出場の経験はない。

## スタジアム
スタジアムは主にサラエヴォのアシム・フェルハトヴィッチ・ハセ競技場、ゼニツァのビリノ・ポリェが使用される。サラエヴォオリンピックの開会式会場としても使用されたスタディオン・アシム・フェルハトヴィッチ・ハセは、1967年に引退したFKサラエヴォの選手で1964年のユーゴスラビア1部リーグ得点王にもなったアシム・フェルハトヴィッチの功績を称え彼の名を冠している。収容人数は37,500人で、旧称であるコシェヴォ（Koševo）の名も通称として使用される。

## 成績

### FIFAワールドカップ
| 開催国 / 年 | 成績               | 試       | 勝       | 分       | 負       | 得       | 失       |
| ----------- | ------------------ | -------- | -------- | -------- | -------- | -------- | -------- |
| 1994        | 不参加             | 不参加   | 不参加   | 不参加   | 不参加   | 不参加   | 不参加   |
| 1998        | 予選敗退           | 予選敗退 | 予選敗退 | 予選敗退 | 予選敗退 | 予選敗退 | 予選敗退 |
| 2002        | 予選敗退           | 予選敗退 | 予選敗退 | 予選敗退 | 予選敗退 | 予選敗退 | 予選敗退 |
| 2006        | 予選敗退           | 予選敗退 | 予選敗退 | 予選敗退 | 予選敗退 | 予選敗退 | 予選敗退 |
| 2010        | 予選敗退           | 予選敗退 | 予選敗退 | 予選敗退 | 予選敗退 | 予選敗退 | 予選敗退 |
| 2014        | グループリーグ敗退 | 3        | 1        | 0        | 2        | 4        | 4        |
| 2018        | 予選敗退           | 予選敗退 | 予選敗退 | 予選敗退 | 予選敗退 | 予選敗退 | 予選敗退 |
| 2022        | 予選敗退           | 予選敗退 | 予選敗退 | 予選敗退 | 予選敗退 | 予選敗退 | 予選敗退 |
| 合計        | 出場1回            | 3        | 1        | 0        | 2        | 4        | 4        |

### UEFA欧州選手権
- 1992 - 不参加
- 1996 - 不参加
- 2000 - 予選敗退
- 2004 - 予選敗退
- 2008 - 予選敗退
- 2012 - 予選敗退
- 2016 - 予選敗退
- 2020 - 予選敗退

## 歴代監督
| 氏名                         | 期間      | 備考                                                                   |
| ---------------------------- | --------- | ---------------------------------------------------------------------- |
| ミルサド・ファズラギッチ     | 1992-1993 |                                                                        |
| フアド・ムズロヴィッチ       | 1993-1998 | 1998 FIFAワールドカップ予選                                            |
| ファルク・ハジベギッチ       | 1999-1999 |                                                                        |
| ミショ・スマイロヴィッチ     | 1999-2002 | UEFA EURO 2000予選 2002 FIFAワールドカップ予選                         |
| ブラジュ・スリシュコヴィッチ | 2002-2006 | UEFA EURO 2004予選 2006 FIFAワールドカップ予選                         |
| フアド・ムズロヴィッチ       | 2006-2007 | UEFA EURO 2008予選                                                     |
| メホ・コドロ                 | 2008-2008 |                                                                        |
| ミロスラヴ・ブラジェヴィッチ | 2008-2009 | 2010 FIFAワールドカップ予選                                            |
| サフェト・スシッチ           | 2009-2014 | UEFA EURO 2012予選 2014 FIFAワールドカップ予選 2014 FIFAワールドカップ |
| メフメド・バジダレヴィッチ   | 2014-2017 | UEFA EURO 2016予選                                                     |
| ロベルト・プロシネチキ       | 2018-2019 |                                                                        |
| ドゥシャン・バイェヴィッチ   | 2019-2020 |                                                                        |
| イヴァイロ・ペテフ           | 2021-2022 |                                                                        |
| ファルク・ハジベギッチ       | 2023-     | UEFA EURO 2024予選                                                     |

## 歴代選手

### GK
- アスミル・ベゴヴィッチ

### DF
- エルミン・ビチャクチッチ
- エミル・スパヒッチ
- メンスール・ムイジャ
- セアド・コラシナツ
- ハリス・メジュニャニン

### MF
- ムハメド・ベシッチ
- ズヴェズダン・ミシモヴィッチ
- セヤド・サリホヴィッチ
- ハサン・サリハミジッチ
- エルヴィル・ラヒミッチ
- ズラタン・バイラモビッチ
- ミラレム・ピャニッチ
- セニヤド・イブリチッチ
- セナド・ルリッチ

### FW
- セルゲイ・バルバレス
- エディン・ジェコ
- ヴェダド・イビシェヴィッチ

## 歴代記録

### 出場数ランキング

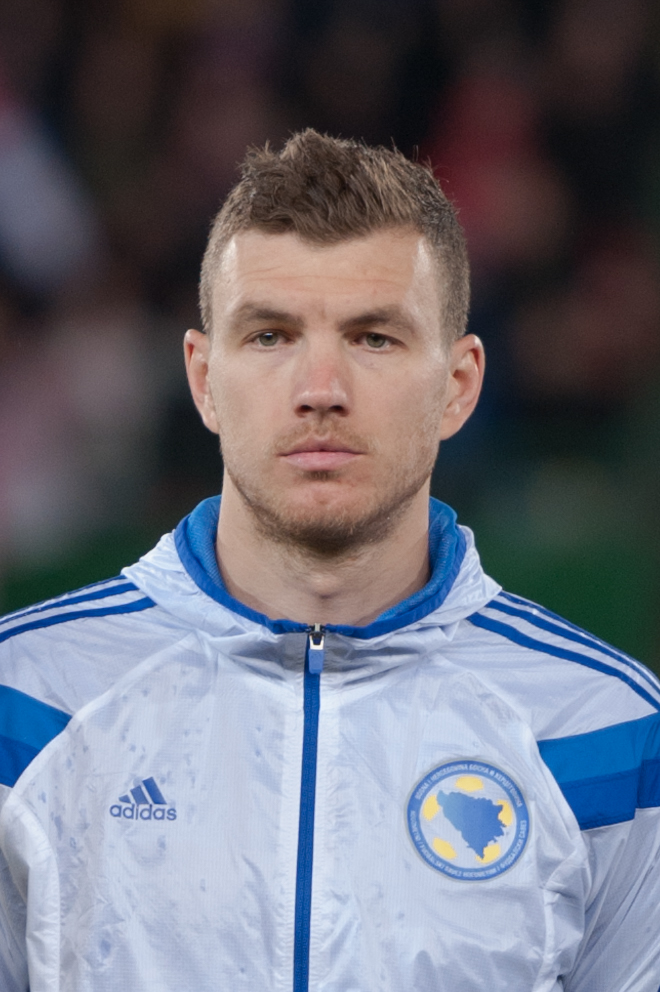
最多出場記録を持つエディン・ジェコ

2023年3月26日時点
| 順位 | 選手                         | 期間      | 出場 | 得点 |
| ---- | ---------------------------- | --------- | ---- | ---- |
| 1    | エディン・ジェコ             | 2007-     | 127  | 64   |
| 2    | ミラレム・ピャニッチ         | 2008-     | 108  | 17   |
| 3    | エミル・スパヒッチ           | 2003-2018 | 94   | 6    |
| 4    | ズヴェズダン・ミシモヴィッチ | 2004-2014 | 85   | 25   |
| 5    | ヴェダド・イビシェヴィッチ   | 2007-2018 | 83   | 28   |
| 6    | アスミル・ベゴヴィッチ       | 2009-2020 | 63   | 0    |
| 7    | ハリス・メジュニャニン       | 2009-2018 | 60   | 9    |
| 8    | セナド・ルリッチ             | 2008-2017 | 57   | 4    |
| 9    | エディン・ヴィシュチャ       | 2010-2020 | 55   | 10   |
| 10   | エルヴィル・ボリッチ         | 1996-2006 | 51   | 22   |

### 得点数ランキング

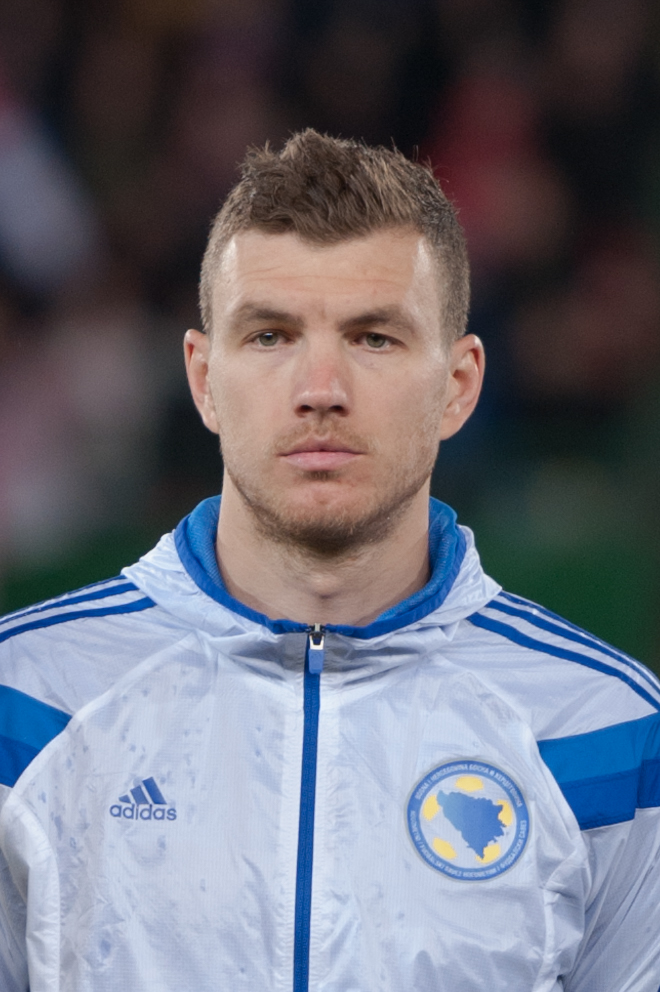
最多得点記録を持つエディン・ジェコ

2023年3月26日時点
| 順位 | 選手                         | 期間      | 得点 | 出場 |
| ---- | ---------------------------- | --------- | ---- | ---- |
| 1    | エディン・ジェコ             | 2007-     | 64   | 127  |
| 2    | ヴェダド・イビシェヴィッチ   | 2007-2018 | 28   | 83   |
| 3    | ズヴェズダン・ミシモヴィッチ | 2004-2014 | 25   | 85   |
| 4    | エルヴィル・ボリッチ         | 1996-2006 | 22   | 51   |
| 5    | セルゲイ・バルバレス         | 1998-2006 | 17   | 48   |
| 5    | ミラレム・ピャニッチ         | 2008-     | 17   | 103  |
| 7    | エルヴィル・バリッチ         | 1996-2005 | 14   | 38   |
| 8    | ズラタン・ムスリモヴィッチ   | 2006-2011 | 12   | 30   |
| 9    | エディン・ヴィシュチャ       | 2010-2020 | 10   | 55   |
| 10   | ハリス・メジュニャニン       | 2009-2018 | 9    | 60   |